# Sara Roelofs
Sara Roelofs (Amsterdam, 1627 – Nieuw-Amsterdam, 1693) was een Nederlands tolk en vertaalster in Nieuw-Amsterdam, het huidige New York.

## Jeugd
Geboren als kind van Noorse immigranten werd Roelofs in 1627 gedoopt te Amsterdam. Haar ouders waren Roeloff Jansen en Anneke Jans (later werd haar naam Anneke Jans Bogardus). Jansen was onder andere actief als pachtboer in Rensselaerswijck. De moeder van Roelofs, Jans Bogardus, wordt gezien als een belangrijke figuur bij de stichting van Nieuw-Amsterdam. Enkele jaren na de geboorte van Roelofs verhuisde het gezin in 1630 naar Nieuw-Nederland, wat zes jaar daarvoor was gesticht. Na enkele jaren in Rensselaerswijck te hebben gewoond verhuisde het gezin in 1634 naar Nieuw-Amsterdam. Toen Roelofs tien jaar was stierf haar vader, een jaar later trouwde haar moeder met de predikant Everardus Bogardus.

## Tolk in Nieuw-Amsterdam
De gesproken talen van de originele bewoners die gesproken werden in Nieuw Nederland zou Roelofs zich al vroeg eigen hebben gemaakt. Zo beheerste ze het Mohawk van de gelijknamige volksstam en de taal van de Mahicanen. Door deze kennis kwam Roelofs al op vroege leeftijd achter informatie die haar later als tolk goed van pas zouden komen. In 1663 speelde Roelofs een belangrijke rol bij de onderhandelingen tussen Peter Stuyvesant en de indianenstammen die leidde tot een einde aan de Esopus-oorlogen. Door haar talenkennis zat Roelofs niet verlegen om werk en verkeerde ze in welvaart. In de jaren 60 en 70 van de 17e eeuw was er veel vraag naar tolken. Ze was voornamelijk werkzaam binnen Fort Amsterdam, daarbuiten gaf Stuyvesant de voorkeur aan mannelijke tolken. Tussen 1673 en 1674 hadden de Nederlanders kortstondig de kolonie wederom in handen en werd Roelofs aangesteld als officieel tolk en vertaler.

## Privéleven
Roelofs trouwde drie keer. Eind juni 1642 trouwde Roelofs op 15-jarige leeftijd met Hans Kierstede (ca. 1612-1667). Kierstede was een gewaardeerde chirurg bij de West-Indische Compagnie. Met Kierstede kreeg Roelofs tien kinderen; zes zoons en vier dochters. In september 1669 trouwde Roelofs voor de tweede maal, dit was met Cornelis van Borsum met wie ze op haar 42e een dochter kreeg. Van Borsum was landeigenaar van grond in Manhattan en uitbater van de veerpont die naar Long Island voer. Beide huwelijken vonden plaats in het Nieuw-Amsterdam van destijds. Na het overlijden van Van Borsum in 1682 trouwde Roelofs in juli 1683 voor de derde keer, in de inmiddels tot New York omgedoopte stad, dit was met Elbert Stouthoff. Stouthoff was werkzaam als koopman en officier van een schutterij.

## Overlijden
In september 1693 kwam Roelofs op 66-jarige leeftijd te overlijden in New York. Volgens haar testament liet ze naast onroerend goed en veertig bevers ook meerdere slaven en een oorspronkelijke Amerikaan na.